# Břenčák
Břenčák je přírodní rezervace v katastrálním území Kníničky v Brně, okres Brno-město. Nachází se nad levým břehem Brněnské přehrady. Geomorfologicky náleží Boskovické brázdě. Důvodem ochrany je zachování přirozených a přírodě blízkých lesních geobiocenóz s výskytem druhově bohatých a stabilních společenstev a současně esteticky významného segmentu krajiny v intenzivně využívané rekreační oblasti.

## Geologie
Podloží tvoří slepence rokytenská facie permu (autun) Boskovické brázdy, droby rozstáňského souvrství spodního karbonu (visé) a vilémovické vápence středního devonu (macošské souvrství). Půdy reprezentují rankery a kyselé kambizemě.

## Flóra
Z dřevin jsou zastoupeny buk lesní (Fagus sylvatica), bříza bělokorá (Betula pendula), dub letní (Quercus robur), dub zimní (Quercus petraea), habr obecný (Carpinus betulus), hrušeň planá (Pyrus pyraster), jabloň lesní (Malus sylvestris), jasan ztepilý (Fraxinus excelsior), javor babyka (Acer campestre), javor klen (Acer pseudoplatanus), javor mléč (Acer platanoides), jeřáb břek (Sorbus torminalis), jilm horský (Ulmus glabra) či lípa malolistá (Tilia cordata), podél břehu přehrady vrba bílá (Salix alba), vrba křehká (Salix fragilis), vrba košíkářská (Salix viminali) a trojmužná (Salix triandra), mezi keři brslen bradavičnatý (Euonymus verrucosus), brslen evropský (Euonymus europaeus), dřín obecný (Cornus mas), ptačí zob obecný (Ligustrum vulgare), řešetlák počistivý (Rhamnus cathartica), skalník celokrajný (Cotoneaster integerrimus) či třešeň křovitá (Prunus fruticosa). Byliny zastupuje čilimník řezenský (Chamaecytisus ratisbonensis), černýš hřebenitý (Melampyrum cristatum), brambořík nachový (Cyclamen purpurascens), dymnivka plná (Corydalis solida), chrpa chlumní (Centaurea triumfettii), koniklec velkokvětý (Pulsatilla grandis), prvosenka jarní (Primula veris), sesel sivý (Seseli osseum), violka trojbarevná (Viola tricolor) a mnoho dalších.

## Fauna
Ve starých habrech se vyvíjí vzácný krasec berlínský a tesařík obrovský (Cerambyx cerdo), z plazů je to slepýš křehký (Anguis fragilis), užovka hladká (Coronella austriaca), u vody užovka podplamatá (Natrix tessellata) a obojková (Natrix natrix), z ptáků krutihlav obecný (Jynx torquilla), strakapoud prostřední (Dendrocopos medius), lejsek bělokrký (Ficedula albicollis), šedý (Muscicapa striata), žluva hajní (Oriolus oriolus) či rehek zahradní (Phoenicurus phoenicurus).